# 福島鉄次
福島 鉄次（ふくしま てつじ、1914年2月19日 - 1992年）は、絵物語作家。本名：加藤 興（かとう たかし）。別名は上山 路夫である。

## 来歴
福島県白河市出身。19歳のころより、洋画家の岡吉枝に師事する。
戦前は小学館の学年別学習雑誌や朝日新聞社の『アサヒグラフ』などに挿絵を描いた。
戦後、一時日本鋼管に勤務したが、1948年に秋田書店より単行本『コングの猛襲』、『コンドル魔島』を出版する。1949年、秋田書店から創刊された『冒険王』に「ポップ少年の冒険　ダイヤ魔神」を描き、2号から『沙漠の魔王』（のちに『砂漠の魔王』に改題）を連載する。巨大な魔王は少年たちの間で話題を呼び、絶大な人気を得た。小松崎茂や山川惣治らと共に、戦後1950年代前半の月刊少年雑誌の絵物語ブームを牽引する絵物語作家として活躍した。
晩年は秋田書店に勤め、原稿の校正を担当していた。
ペンネームの「福島」は、福島県出身であることからつけた。

## 逸話
- 漫画家の松本零士は福島のファンであり、晩年の福島と秋田書店の受付で偶然出会い、自身の思いを伝えたものの、「もう福島は死んだと思ってくれ……」と返され、胸に堪えたと述懐している[4]。

## 作品リスト
- コングの猛襲 （秋田書店、1948年、上山路夫の名義）
- 続コングの猛襲 コンドル魔島 （秋田書店、1948年、上山路夫の名義）
- 沙漠の魔王 （『冒険王』、1949年）
- いなずま童子 （『漫画王』、1954年）
- K2帝国 （作・香山滋、『冒険王』、1955年）
- 怪人Z （『漫画王』、1957年）
- 旋風（はやて）剣士（『冒険王』、1957年）